# Nawarra Tak
Nawarra Tak (bask. Nafarroa Bai) to koalicja zawiązana przed wyborami w Hiszpanii z 2004 roku, złożona z baskijskich ugrupowań nacjonalistycznych: Eusko Alkartasuna, Aralar, Batzarre i Partido Nacionalista Vasco. Dążyła do przejęcia władzy w regionie Nawarry i umieszczenia swojego przedstawiciela w Kortezach. To drugie jej się ostatecznie udało. Wybrany Uxue Barcos był dziennikarzem pracującym w Telewizji Baskijskiej.